# CKay
CKay (* in Kaduna, Nigeria; eigentlich Chukwuka Ekweani) ist ein nigerianischer Singer-Songwriter und Musikproduzent. Er steht derzeit bei Warner Music South Africa unter Vertrag.

## Leben
Chukwuka Ekweani wurde in Kaduna im Nordwesten Nigerias geboren. Seine Liebe zur Musik wurde von seinem Vater angetrieben, der als Chordirigent in ihrer lokalen Kirchengemeinde tätig war. Zunächst lernte er Klavier von seinem Vater. Anschließend entdeckte er die Musiksoftware Fruity Loops. Nach kurzer Zeit als Bandmitglied in einer Band aus zwei bis drei Freunden legte er sich das Pseudonym CKay zu und begann eine Solokarriere.
2014 zog er nach Lagos und wurde von Loopy Music entdeckt, die ihn 2015 an Chocolate Music vermittelten, ein Sublabel von Warner Musics Independent-Label-Verbund ADA. Musikalisch bewegt er sich zwischen Afrobeat, Contemporary R&B und Dancehall.
Am 11. September 2017 erschien mit Who the Fuck Is CKay? seine erste EP. 2018 erschien die Single Container, die stark vom afrikanischen Gwara-Gwara-Tanzstil beeinflusst ist. Der Song wurde in Nigeria ein Hit mit großem Airplay. Zusätzlich erschien ein Video, das in Lagos gedreht wurde.
2019 folgte seine zweite EP CKay the First, aus der Love Nwantiti ausgekoppelt wurde. Der Song wurde zunächst in Nigeria ein Hit. 2020 folgte ein Remix mit Joeboy und Kuami Eugene. 2021 ging das Lied über soziale Netzwerk TikTok viral und wurde ein internationaler Hit, der unter anderen in Europa und den Vereinigten Staaten die Charts stürmte. Die Version, die zunächst auf TikTok eingesetzt wurde, war ein Remix von DJ Yo und Axel, die sich jedoch nicht um die Rechte gekümmert hatten. CKay veröffentlichte daraufhin auf TikTok eine 34-sekündige Akustikversion, um zu zeigen, dass der Song ihm gehöre.
CKay verließ 2021 Chocolate City und unterschrieb bei Warner Music South Africa. Dort erschien seine dritte EP Boyfriend.

## Diskografie

### EPs
- 2017: Who the Fuck Is Ckay? (Chocolate City)
- 2019: CKay the First (Chocolate City)
- 2021: Boyfriend (Warner Music South Africa)
- 2022: Sad Romance (Warner Music Africa)

### Singles
- 2017: Container
- 2019: Way
- 2019: Love Nwantiti
- 2020: Felony
- 2021: Skoin Skoin (feat. Bianca Costa)
- 2021: Love Nwantiti (Ah Ah Ah) (feat. Joeboy & Kuami Eugene)
- 2021: Kiss Me Like You Miss Me (mit Payal Dev)
- 2021: Love Nwantiti (North African Remix) (feat. ElGrande Toto)
- 2022: Emiliana (UK: Silber)

## Auszeichnungen für Musikverkäufe
| Goldene Schallplatte - Australien - 2021: für die Single Love Nwantiti - Kanada - 2022: für die Single Emiliana - Niederlande - 2022: für die Single Emiliana Platin-Schallplatte - Dänemark - 2022: für die Single Love Nwantiti (North African Remix) - Italien - 2021: für die Single Love Nwantiti - Spanien - 2024: für die Single Love Nwantiti - 2024: für die Single Love Nwantiti (North African Remix) 2× Platin-Schallplatte - Niederlande - 2022: für die Single Love Nwantiti | 3× Platin-Schallplatte - Neuseeland - 2024: für die Single Love Nwantiti 4× Platin-Schallplatte - Kanada - 2022: für die Single Love Nwantiti - Polen - 2024: für die Single Love Nwantiti 6× Platin-Schallplatte - Portugal - 2023: für die Single Love Nwantiti (North African Remix) 20× Platin-Schallplatte - Indien - 2023: für die Single Love Nwantiti Diamantene Schallplatte - Frankreich - 2021: für die Single Love Nwantiti - 2022: für die Single Emiliana |

Anmerkung: Auszeichnungen in Ländern aus den Charttabellen bzw. Chartboxen sind in ebendiesen zu finden.
| Land/RegionAuszeichnungen für Musikverkäufe (Land/Region, Auszeichnungen, Verkäufe, Quellen) | Silber  | Gold     | Platin       | Diamant     | Verkäufe  | Quellen             |
| -------------------------------------------------------------------------------------------- | ------- | -------- | ------------ | ----------- | --------- | ------------------- |
| Australien (ARIA)                                                                            | —       | Gold1    | —            | —           | 35.000    | aria.com.au         |
| Dänemark (IFPI)                                                                              | —       | —        | Platin1      | —           | 90.000    | ifpi.dk             |
| Deutschland (BVMI)                                                                           | —       | —        | Platin1      | —           | 400.000   | musikindustrie.de   |
| Frankreich (SNEP)                                                                            | —       | —        | —            | 2× Diamant2 | 666.666   | snepmusique.com     |
| Indien (IMI)                                                                                 | —       | —        | 20× Platin20 | —           | 2.400.000 | Einzelnachweise     |
| Italien (FIMI)                                                                               | —       | —        | Platin1      | —           | 70.000    | fimi.it             |
| Kanada (MC)                                                                                  | —       | Gold1    | 4× Platin4   | —           | 360.000   | musiccanada.com     |
| Neuseeland (RMNZ)                                                                            | —       | —        | 3× Platin3   | —           | 90.000    | radioscope.co.nz    |
| Niederlande (NVPI)                                                                           | —       | Gold1    | 2× Platin2   | —           | 200.000   | nvpi.nl             |
| Österreich (IFPI)                                                                            | —       | —        | Platin1      | —           | 30.000    | ifpi.at             |
| Polen (ZPAV)                                                                                 | —       | —        | 4× Platin4   | —           | 200.000   | olis.pl             |
| Portugal (AFP)                                                                               | —       | —        | 6× Platin6   | —           | 60.000    | Einzelnachweise     |
| Spanien (Promusicae)                                                                         | —       | —        | 2× Platin2   | —           | 120.000   | elportaldemusica.es |
| Vereinigte Staaten (RIAA)                                                                    | —       | —        | 8× Platin8   | —           | 8.000.000 | riaa.com            |
| Vereinigtes Königreich (BPI)                                                                 | Silber1 | —        | 2× Platin2   | —           | 1.400.000 | bpi.co.uk           |
| Insgesamt                                                                                    | Silber1 | 3× Gold3 | 55× Platin55 | 2× Diamant2 |           |                     |